# Агономал Джордена
Агономал Джордена (лат. Agonomalus jordani) — вид морских лучепёрых рыб семейства морских лисичек. Распространён в северо-западной части Тихого океана от Японии до Сахалина и Японского моря. Обитает на глубинах от 10 до 105 метров. Демерсальная рыба умеренных вод. Длина тела до 18 см, чаще всего 11 см. В первом спинном плавнике 7—9 жестких, а во втором 6—8 мягких лучей. В анальном плавнике 13—14 мягких лучей. Свободных лучей на грудных плавниках нет. На кончике рыла имеется усик. Спина сильно приподнята возле затылка. Боковая линия чёрная. Безвреден для человека, охранный статус вида не определён, объектом промысла не является.